# No Scrubs
"No Scrubs" é uma canção do grupo americano TLC, para seu terceiro álbum de estúdio FanMail (1999). LaFace Records e Arista Records o lançaram como o primeiro single do álbum em 2 de fevereiro de 1999. A música foi escrita por Kevin "She'kspere" Briggs ao lado de ex- membros do Xscape, Kandi Burruss e Tameka "Tiny" Cottle. A única versão contendo rap de autoria de Lisa "Left Eye" Lopes não foi incluída no álbum FanMail, e mais tarde apareceu em uma edição ligeiramente mais curta em Now & Forever the Hits. "No Scrubs" foi a primeira vez que Rozonda "Chilli" Thomas liderou os vocais em qualquer single do TLC.
"No Scrubs" foi recebido com sucesso internacional. Tornou-se o terceiro single número um e o oitavo top 10 do TLC na Billboard Hot 100. Também lhes rendeu a segunda indicação ao Grammy Award para Record of the Year. "No Scrubs" é uma das canções de assinatura do TLC e foi o segundo maior single Hot 100 de 1999, nos EUA, atrás apenas de "Believe", de acordo com a Billboard charts de fim de ano. No gráfico final da década de 1990-99, "No Scrubs" foi classificado no número 33. O single foi certificado 2× Platina no Reino Unido e Platina na Nova Zelândia.

## Recepção crítica
Em 1999, "No Scrubs" foi listado no The Village Voice em sua pesquisa anual Pazz & Jop no número um. A música também ficou em segundo lugar nas NME Top Tracks de 1999 e número 45 na NME 100 Best Songs dos anos 90. A Rolling Stone classificou a música no número 10 em sua lista das 50 melhores músicas dos anos noventa. Além disso, VH1 listou a canção no número 22 em sua lista das 40 melhores músicas de R&B dos anos 90, no mesmo ranking no número 6, aparece outra canção do grupo Waterfalls. A Billboard nomeou a música #42 em sua lista de 100 músicas de Girl Group de todos os tempos.

## Desempenho comercial
"No Scrubs" entrou no top 10 dos EUA como uma canção só de airplay e saltou para o número um após o lançamento do single. O single ficou em primeiro lugar na Billboard Hot 100 por quatro semanas, de 10 de abril de 1999 a 7 de maio de 1999. O single permaneceu no top 10 da Billboard Hot 100 por 17 semanas consecutivas. No airplay "No Scrubs" foi um grande sucesso; foi a primeira música a atingir o pico com mais de 140 milhões de impressões e foi coroada como a Melhor Canção de Airplay de 1999. Mantém o recorde da maioria das semanas no número 1 do Rhythmic Top 40 com 15 semanas.
Na Austrália, "No Scrubs" foi um enorme sucesso, passando sete semanas consecutivas na cúpula da Australian Singles Chart, de 2 de maio de 1999 a 20 de junho de 1999.
No Reino Unido, "No Scrubs" alcançou o terceiro lugar no UK Singles Chart, tornando-se o mais bem sucedido single do grupo na Grã-Bretanha. A canção foi certificada platina pela British Phonographic Industry.

## Videoclipe
O videoclipe futurista, dirigido por Hype Williams, foi rodado em 18 de março de 1999 e também recebeu grande participação na MTV e BET, e ganhou o prêmio MTV Video Music Award de Melhor Vídeo em Grupo de 1999, batendo os favoritos NSYNC e Backstreet Boys. Cada membro tinha um set no vídeo. O vídeo também tem uma sequência de dança onde as cantoras dançam em frente ao logo "TLC". O Main Mix é usado no vídeo em vez da versão do álbum.
O vídeo apresenta as mulheres em três roupas diferentes: branco, preto, prata e olho esquerdo em azul. Quando há fotos das mulheres juntas, elas têm duas roupas diferentes: preto e prata. O cabelo de T-Boz é rosa no vídeo. Ele apresenta uma cena de Chilli com uma roupa preta de coro. Além de também apresentar T-Boz e Left Eye dançando. Quando o rap de Left Eye começa, ela está em um lugar de garagem com roupas brancas enquanto faz rap. Ela também mostra seus movimentos de luta em uma roupa azul futurista. Uma das cenas finais mostra o TLC lutando entre si, enquanto também dançam e se divertem. A estética do clipe é semelhante ao de Scream de Michael Jackson e Janet Jackson.

## Legado e fama na cultura pop
Depois que o TLC lançou "No Scrubs" em 1999, Sporty Thievz fez uma canção de resposta chamada "No Pigeons" no mesmo ano.
Em 2013, o DJ e produtor Le Youth experimentou a música em seu single "Dance with Me", alcançando o 11º lugar no UK Singles Chart.
"No Scrubs" foi tocado no episódio "The Prom" de Moesha.
A Gemmy Industries criou uma linha de brinquedos da Frogz que canta essa música. Foi vendido no Walmart, Hot Topic e Spencer Gifts entre 2005-2008.
Esta música foi tocada (e cantada junto por Meadow Soprano e sua amiga em sua cozinha) durante o terceiro episódio da segunda temporada de The Sopranos, Toodle-Fucking-Oo.

## Outras Versões
Em 2013 as TLC regravaram "No Scrubs" com três novas versões para seus álbuns "20", "20th the anniversary Hits" e "S.O.U.L.
- Versão Regravada Original

Nesta versão elas apenas regravaram a música e a mesclaram com o Rap de Lisa Lopes.
A regravação foi feita em 2012 para sua coletânea especial para a Ásia
"20th the Anniversary Hits"
- Versão com Lil' Mama

Nesta versão elas trabalharam com a rapper Lil' Mama (que participou do filme biográfico do grupo "CrazySexyCool" the TLC Story" como Lisa Lopes) elas mantiveram a letra e o ritmo original mas Lil' canta o verso de Left Eye. A canção foi cantada ao vivo no "Japan & Malasya Tour" e no "TLC 2016 Tour" e foi incluindo na sua coletânea "20" (apenas versão estrangeira).
- Versão com Trey Songz

TLC novamente regravou a música "No Scrubs" mais desta vez a versão e sem Rap E Chilli divide os vocais com Trey Songz. A música nunca foi tocada ao vivo ou lançada como oficial mais esta na sua coletânea musical "S.O.U.L"

## Prêmios
| Ano  | Cerimônia    | Nomeação    | Categoria                                          | Resultado |
| ---- | ------------ | ----------- | -------------------------------------------------- | --------- |
| 1999 | Grammy Award | "No Scrubs" | Best R&B Performance by a Duo or Group with Vocals | Venceu    |
| 1999 | Grammy Award | No Scrubs   | Best R&B Single                                    | Venceu    |
| 2000 | Grammy Award | "No Scrubs" | Record of Year                                     | Venceu    |
| 2000 | Grammy Award | No Scrubs   | Best R&B rercord                                   | Venceu    |

## Formatos e faixas
- CD single dos EUA

1. "No Scrubs" (versão do álbum) (dirty) – 3:39
2. "No Scrubs" (instrumental) – 3:37

- CD single da Europa

1. "No Scrubs" (versão do álbum) (clean) – 3:37
2. "No Scrubs" (main mix w/ Left Eye) (clean) – 4:00
3. "No Scrubs" (instrumental) – 3:37
4. "Silly Ho" (versão do álbum) (dirty) – 4:16

- CD 1 do RU

1. "No Scrubs" (versão do álbum) (clean) – 3:37
2. "No Scrubs" (main mix w/ Left Eye) (clean) – 4:00
3. "Silly Ho" (versão do álbum) (dirty) – 4:16

- CD 2 do RU

1. "No Scrubs" (versão do álbum) (clean) – 3:39
2. "Waterfalls" (versão do rádio) – 4:19
3. "Creep" (versão do rádio) – 4:26

- CD single da França

1. "No Scrubs" (versão do álbum) (clean) – 3:39
2. "Waterfalls" – 4:36

## Desempenho
| Chart (1999)                                 | Maior posição |
| -------------------------------------------- | ------------- |
| Alemanha (Media Control Charts)              | 4             |
| Austrália (ARIA)                             | 1             |
| Áustria (Ö3 Austria Top 75)                  | 26            |
| Bélgica (Ultratop 50 de Flandres)            | 5             |
| Bélgica (Ultratop 50 da Valônia)             | 3             |
| Canadá (RPM)                                 | 1             |
| Canadá (RPM Canada Dance)                    | 1             |
| Dinamarca (IFPI)                             | 5             |
| Escócia (Scottish Singles Chart)             | 11            |
| Espanha (PROMUSICAE)                         | 7             |
| Estados Unidos (Billboard Adult Top 40)      | 39            |
| Estados Unidos (Billboard Hot 100)           | 1             |
| Estados Unidos (Billboard Mainstream Top 40) | 1             |
| Estados Unidos (Billboard R&B/Hip-Hop Songs) | 1             |
| Estados Unidos (Billboard Rhythmic)          | 1             |
| Europa (European Hot 100 Singles)            | 2             |
| França (SNEP)                                | 5             |
| Irlanda (IRMA)                               | 1             |
| Itália (FIMI)                                | 8             |
| Noruega (VG-lista)                           | 7             |
| Nova Zelândia (Recorded Music NZ)            | 1             |
| Países Baixos (Dutch Top 40)                 | 3             |
| Países Baixos (Single Top 100)               | 3             |
| Reino Unido (UK Singles Chart)               | 3             |
| Reino Unido (OCC UK R&B)                     | 1             |
| Suíça (Schweizer Hitparade)                  | 5             |
| Suécia (Sverigetopplistan)                   | 16            |

| Chart (1999)                          | Posição |
| ------------------------------------- | ------- |
| Alemanha (Official German Charts)     | 27      |
| Austrália (ARIA)                      | 12      |
| Canadá (RPM)                          | 5       |
| EUA (Billboard Hot 100)               | 2       |
| Reino Unido (Official Charts Company) | 11      |
| Suíça (Schweizer Hitparade)           | 23      |

## Vendas e certificações
| Região                                                                                             | Certificação | Vendas   |
| -------------------------------------------------------------------------------------------------- | ------------ | -------- |
| Austrália (ARIA)                                                                                   | Platina      | 70,000^  |
| Bélgica (BEA)                                                                                      | Platina      | 500,000* |
| Estados Unidos (RIAA)                                                                              | Ouro         | 500,000^ |
| França (SNEP)                                                                                      | Ouro         | 275,000  |
| Nova Zelândia (RMNZ)                                                                               | Platina      | 30,000*  |
| Reino Unido (BPI)                                                                                  | Platina      | 677,000  |
| Suécia (GLF)                                                                                       | Ouro         | 15,000^  |
| *números de vendas baseados somente na certificação ^distribuições baseadas apenas na certificação |              |          |